# آینرینگ
اینرینگ (به آلمانی: Ainring) یک شهر در آلمان است که در بایرن واقع شده‌است.

## خصوصیات
اینرینگ ۳۲٫۹۷ کیلومترمربع مساحت دارد ۴۵۹ متر بالاتر از سطح دریا واقع شده‌است.